# Stephanie Grace Whitson
Stephanie Grace Whitson (* 1952) ist eine US-amerikanische Belletristik-Autorin.
Sie hat vier Kinder und ist verwitwet, hat jedoch neu geheiratet.

## Über die Bücher
Ihre Bücher spielen gewöhnlich um 1850 bis 1890 im Wilden Westen, dort meistens in Nebraska oder Dakota, jedoch auch anderorts. Die Hauptperson ist gewöhnlich eine starke junge Frau – zu Anfang oft eher ein Mädchen, die ein Abenteuer beginnt. Im Verlauf der Geschichte trifft diese auf viele Menschen, die ihr helfen, im Glauben zu wachsen und „mit Gott ins Reine zu kommen“.

## Ihre Bücher auf Englisch

### The Prairie Winds Series
- 1995 – Walks the Fire

Hauptperson ist Jesse King.
- 1996 – Soaring Eagle

Hauptpersonen sind Elisabeth King und Wilder Adler.
- 1997 – Red Bird

Hauptperson ist Carrie Brown und das Buch weist Verbindungen zu 'Sarah's Patchwork' auf.

### The Keepsake Legacies Series
- 1998 – Sarah's Patchwork

Hauptperson Sarah Biddle und das Buch weist Verbindungen zu 'Red Bird' auf.
- 1999 – Karyn's Memory Box

Hauptperson ist Karyn Ensinger
- 1999 – Nora's ribbon of Memories

Hauptperson ist Nora O’Dell und das Buch weist Verbindungen zu 'Karyn's Memory Box' auf.

### The Dakota Moons Series
- 2001 – Valley of the Shadow

Hauptperson ist Genevieve LaCroix.
- 2001 – Edge of the Wilderness

Hauptpersonen sind Genevieve LaCroix und Daniel Two Stars.
- 2002 – Heart of the Sandhills

Hauptpersonen sind Genevieve LaCroix und Daniel Two Stars.

### The Pine Ridge Portraits Series
- 2003 – Secrets of the Wind

Hauptperson ist Laina...
- 2004 – Watchers on the Hill

Hauptperson ist Charlotte Valentine Bishop.
- 2005 – Footprints on the Horizon

Hauptperson ist Clara Joy Jackson.

### Noch unbekannt
- 2009 – A Claim of Her Own

### Others
- 2003 – The Friendship Bear

Hauptperson ist ...
- 2005 – How to Help A Grieving Friend

Hauptperson ist ...
- 2005 – A Garden in Paris

Hauptperson ist Liz Davis.
- 2006 – A Hilltop in Tuscany

Hauptperson ist Mary Kathleen Davis.

## Ihre Bücher auf Deutsch

### Präriewinde-Reihe
- 1996 – Die durchs Feuer geht
- 1997 – Die Kinder des Windes
- 1998 – Die Schwingen des Adlers

### Vermächtnisse-Reihe
- 1999 – Der Stoff, aus dem das Leben ist
- 2000 – Wie Gras im Wind
- 2001 – Das Band der Erinnerung

### Dakota Mond-Reihe
- 2003 – Wie ein leuchtender Stern
- 2003 – Im Herzen der Prärie
- 2004 – Mondlicht über den Hügeln

### Portrait-Reihe
- 2005 – Geheimnis des Windes
- 2006 – Im Schatten der Berge
- 2007 – Bis zum Horizont

### Andere
- 2006 – Ein Garten in Paris
- 2007 – Über den Dächern von Florenz